# Delsworth Buckingham
Delsworth Mote Buckingham (22 tháng 8 năm 1866 – 14 tháng 10 năm 1951) là một chính trị gia người Mỹ. Ông trúng cử vào Hạ viện Delaware trong Đại hội đồng Delaware lần thứ 104, nhiệm kỳ 1927-1929.

## Tiểu sử
Buckingham sinh ra ở Hockessin, Delaware, vào ngày 22 tháng 8 năm 1866. Ông là một trong ba người con của Richard và Sarah (Mote) Buckingham. Người ta biết rất ít về thời thơ ấu của ông, ngoại trừ việc ông đã từng làm thợ cắt giấy và họa sĩ. Tháng 9 năm 1896, Buckingham kết hôn với người vợ đầu tiên, Etta Stone, nhưng họ ly thân không lâu sau đó. Bốn năm sau, ông tái hôn với Minnie Ament nhưng cũng li hôn sau đó. Sau này, Buckingham kết hôn với Adeline Klair và sống cùng bà cho đến khi qua đời.
Buckingham là một thành viên tích cực của một số hội nhóm.Ông được bầu làm trợ lý thư ký của Newark Lodge khi mới tuổi 19  Sau đó, ông phục vụ ở nhiều vị trí trong các tổ chức khác nhau như Order of Red Men, Odd Fellows, Armstrong Lodge of Free and Accepted Masons, và Loyal Order of Moose.   Buckingham là một tín đồ Trưởng lão sùng đạo. Ông từng là giáo dân tại Nhà thờ Trưởng lão Red Clay Creek trong khoảng 30 năm và quản lý một trường Chúa nhật địa phương.
Buckingham tranh cử vào Hạ viện Delaware năm 1926, giành được một trong các ghế của Quận New Castle mặc dù chưa từng có kinh nghiệm chính trị.  Ông tranh cử với tư cách là đảng viên đảng Cộng hòa và đánh bại đối thủ của mình, đảng viên đảng Dân chủ Lewis Dickey, với 879 phiếu bầu so với 506.  Ông bắt đầu nhiệm kỳ của mình vào tháng 1 năm 1927 và giữ chức chủ tịch ủy ban Từ thiện và Y tế Công cộng, đồng thời là thành viên của Ủy ban về Cao tốc, Khí hậu, Bầu cử, Giáo dục và Tư pháp. 
Sau khi kết thúc nhiệm kì, Buckingham tiếp tục sống ở New Castle. Ông tái đắc cử vị trí giám đốc của một trường chúa nhật tại nhà thờ Red Clay Creek Presbyterian năm thứ chín liên tiếp vào năm 1934. Cuối đời, Buckingham gặp các vấn đề về tim. Ông qua đời sau một cơn đau tim tại nhà riêng vào ngày 14 tháng 10 năm 1951.